# Hospital de Txagorritxu
El Hospital de Txagorritxu es un hospital de la red del Servicio Vasco de Salud, ubicado en el norte del municipio de Vitoria, en el distrito del mismo nombre, que forma parte del Hospital Universitario de Álava, junto con el Hospital de Santiago. El hospital forma parte de la Organización Integrada de Salud de Álava, y además de los habitantes de Álava, es un centro de referencia para varias cosas para la comarca del Alto Deva (Guipúzcoa), así como para los municipios de Castilla y León de: Miranda de Ebro (Burgos), Condado de Treviño (Burgos) y La Puebla de Arganzón (Burgos). 
Se construyó en 1978 y actualmente dispone de 485 camas y trabajan en él 1.510 personas. Anualmente se atienden 280.000 consultas externas y 95.000 urgencias. Junto a esta sede está situado el edificio de consultas externas del Hospital Universitario de Álava
Entre las capitales del País Vasco, España esta es la edificación hospitalaria más nueva.

## Población asistida
El hospital atiende a todo el territorio de Álava, a excepción de la región de la Cuadrilla de Ayala, y para algunas especialidades, también es centro de referencia para la comarca del Alto Deva (Guipúzcoa), así como para los municipios de Castilla y León de: Miranda de Ebro (Burgos), Condado de Treviño (Burgos) y La Puebla de Arganzón (Burgos) proporcionando asistencia a un total de 300,000 residentes.

## Características
- Anestesia
- Reanimación
- Unidad de dolor
- Cardiología
- Cirugía general
- Cirugía vascular
- Dermatología
- Dietética y nutrición
- Digestión
- Aparato endocrino
- Ginecología
- Hematología
- Hospital de día
- Hospitalización domiciliaria
- Medicina interna
- Medicina preventiva
- Nefrología
- Neumología
- Neurofisiología
- Neurología
- O.R.L.
- Oftalmología
- Oncología médica
- Oncología fadioterápica
- Pediatría (neonatología)
- Psicología clínica
- Psiquiatría
- Rehabilitación
- Reumatología
- Salud ocupacional
- Tocología
- Traumatología
- Unidad de Cuidados Paliativos

## Historia
- Fue inaugurado en 1978.